# Бурачок ленский
Бурачо́к ле́нский, или Бурачо́к Фи́шера (лат. Alyssum lenense) — многолетнее травянистое растение; вид рода Бурачок семейства Капустные.

## Ботаническое описание

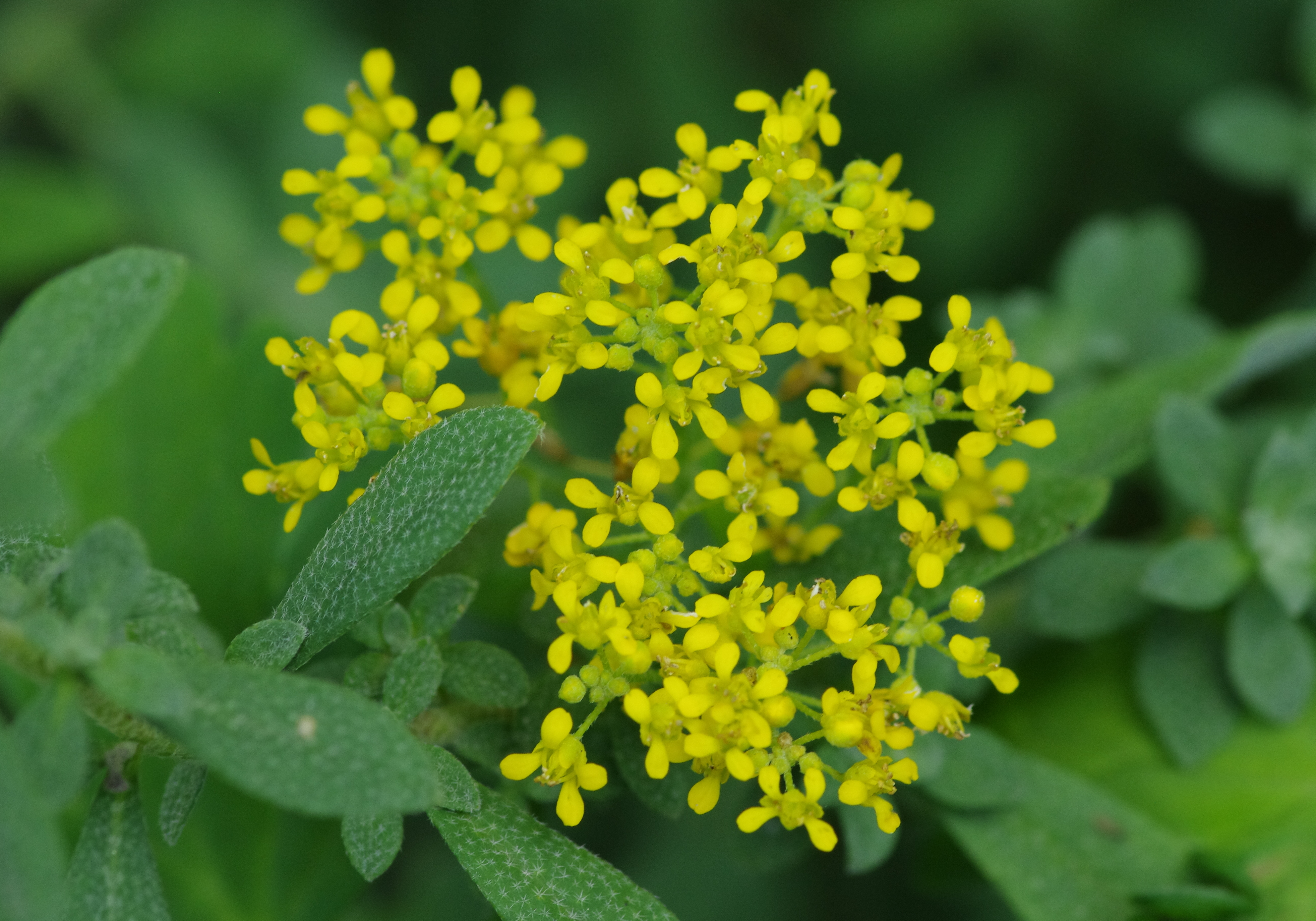
Цветущее растение

Многолетнее травянистое растение высотой 5—20 см, с древеснеющим при основании стеблем, серое от звёздчатых волосков. Стебли лежачие или восходящие, бесплодные побеги многочисленные, густооблиственные. Соцветие — простая кисть. Цветки жёлтые, длинные тычинки с 1—2 зубцами. Плоды — стручочки 3—5 мм длиной, эллиптические или обратнояйцевидно-эллиптические, на верхушке выемчатые.

## Распространение и местообитание
Восточноевропейско-азиатский кальцефильно-степной вид. Ареал вида на западе ограничен лесостепными и степными районами Восточной Европы, на востоке простирается до Восточной Азии.
- в России: европейская часть (в Воронежской, Белгородской, Курской, Самарской, Саратовской и Ульяновской областях[2]), Западная Сибирь (Тюменская, Омская, Томская, Новосибирская, Кемеровская области, Алтайский край, Республика Алтай), Средняя Сибирь (Красноярский край, Республика Хакасия, Республика Тыва), Восточная Сибирь (Иркутская, Читинская области, Бурятия, Республика Саха).
- в мире: Восточная Европа, Монголия, северный Китай[3].

## Синонимика
По данным The Plant List на 2010 год, в синонимику вида входят:
- Adyseton altaicum G.Don
- Adyseton lenense (Adams) G.Don
- Alyssum altaicum C.A.Mey.
- Alyssum altaicum var. dasycarpum C.A.Mey.
- Alyssum altaicum var. leiocarpum C.A.Mey.
- Alyssum calycocarpum var. edentatum H.L.Yang
- Alyssum davuricum Willd. ex Ledeb.
- Alyssum fischerianum DC.
- Alyssum halimifolium Pall. nom. illeg.
- Alyssum lenense var. dasycarpum (C.A.Mey.) N. Busch
- Alyssum lenense var. leiocarpum (C.A. Mey.) N. Busch
- Alyssum montanum Pall.
- Alyssum sibiricum Fisch. ex DC.
- Lobularia canescens Steud. nom. rej.
- Lobularia elongata (DC.) Steud. nom. rej.
- Odontarrhena fischeriana C.A.Mey. ex Turcz. nom. rej.

## Охранный статус

### В России
В России вид входит в многие Красные книги субъектов Российской Федерации: Воронежская, Омская, Самарская, Саратовская, Свердловская и Ульяновская области, а также республика Татарстан и Пермский край.
Растёт на территории нескольких особо охраняемых природных территорий России.

### На Украине
Решением Луганского областного совета № 32/21 от 03.12.2009 г. входит в «Список регионально редких растений Луганской области».
Занесён в Красную книгу Харьковской области.